# Eryngium cuneifolium
Eryngium cuneifolium là một loài thực vật có hoa trong họ Hoa tán. Loài này được Small mô tả khoa học đầu tiên năm 1933.